# Pelidnota neitamorenoi
Pelidnota neitamorenoi är en skalbaggsart som beskrevs av Soula 2006. Pelidnota neitamorenoi ingår i släktet Pelidnota och familjen Rutelidae. Utöver nominatformen finns också underarten P. n. rodriquezdemendozae.